# جیمز هوگ
جیمز هوگ (انگلیسی: James Hogg؛ پیش از ۹ دسامبر ۱۷۷۰ – ۲۱ نوامبر ۱۸۳۵) یک رمان‌نویس، جستارنویس، شاعر، زندگی‌نامه‌نویس، روزنامه‌نگار اهل اسکاتلند بود. او در سال ۱۷۷۰ در مزرعه‌ای کوچک در نزدیکی اِتریک، سلکرک‌شر اسکاتلند متولد شد و در ۹ دسامبر در آنجا غسل تعمید داده شد، تاریخ واقعی و دقیق تولد او هرگز ثبت نشده است. مادر او گردآوری‌کنندۀ بالادهای اسکاتلندی قدیمی بود.
شغل وی در جوانی کشاورزی و چوپانی بود و فردی خودآموز بود که هرآنچه را که می‌دانست از طریق خواند کتاب فرا گرفته بود. او با بسیاری از نویسندگان بزرگ عصر خود معاشرت و دوستی داشت که از آن میان می‌توان به والتر اسکات اشاره کرد.
آثار او با نام مستعار «اتریک شپرد» منتشر می‌شد.